# Ryan Arcidiacono
Ryan Curran Arcidiacono (ur. 26 marca 1994 w Filadelfii) – amerykański koszykarz, występujący na pozycjach rozgrywającego lub rzucającego obrońcy, posiadający także włoskie obywatelstwo, obecnie zawodnik New York Knicks.
28 września 2021 dołączył do Boston Celtics. 15 października 2021 opuścił klub. 23 października 2021 został zawodnikiem Maine Celtics. 6 stycznia 2022 trafił na 10 dni do New York Knicks. 13 stycznia 2022 został zwolniony. 19 stycznia 2022 podpisał kolejny kontrakt z Knicks na 10 dni. 31 stycznia 2022 powrócił ponownie do składu Maine Celtics. 13 lutego 2022 zawarł umowę do końca sezonu z New York Knicks. 9 lutego 2023 został wytransferowany do Portland Trail Blazers. 15 września 2023 podpisał kolejny w karierze kontrakt z New York Knicks.

## Osiągnięcia
Stan na 25 września 2023, na podstawie, o ile nie zaznaczono inaczej.
NCAA
- Mistrz NCAA Final Four (2016)
- Uczestnik turnieju NCAA (2013–2016)
- Mistrz:
  - turnieju konferencji Big East (2015)
  - sezonu regularnego Big East (2014–2016)
- Most Outstanding Player turnieju mężczyzn NCAA (2016)[13]
- Zawodnik roku konferencji Big East (2015)[14]
- Zaliczony do:
  - I składu:
    - Big East (2015)
    - debiutantów Big East (2013)
    - NCAA Final Four (2016)[15]
    - All-Philadelphia Big Five (2016)

  - II składu:
    - Big East (2016)
    - All-Philadelphia Big Five (2014)

  - składu honorable mention Big East (2014)